# ラインエネルギーシュタディオン
ラインエネルギーシュタディオン (RheinEnergieStadion) は、ドイツ・ノルトライン＝ヴェストファーレン州ケルンにあるサッカー専用スタジアム。1.FCケルンがホームスタジアムとして使用している。
1923年に開場したが、2003年に老朽化が原因で取り壊され、現在のスタジアムは2004年に建て替えられたものである。

## 歴史

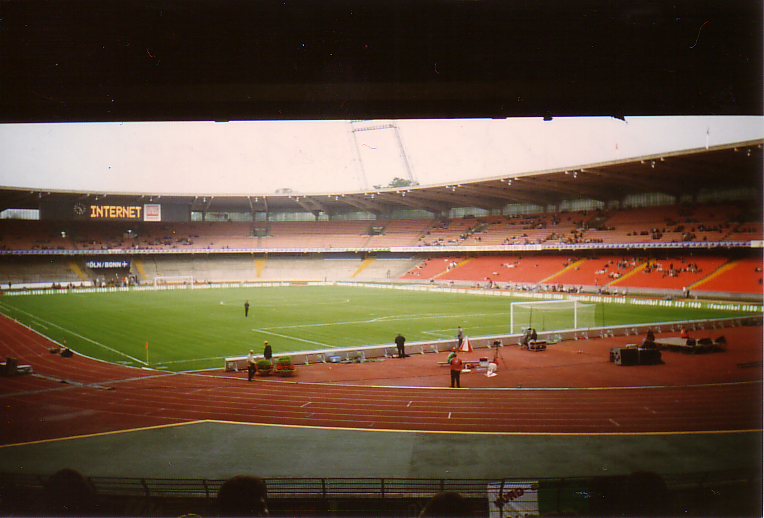
解体された旧スタジアム

第一次世界大戦後に取り壊したライン川沿いの軍事施設跡地に1923年に建設された。この跡地にはスタジアムの他にケルン体育大学のキャンパスやケルンメッセが同時期に建設されている。また、建設と同時にケルンLRTのスタジアム専用駅も整備された。
1970年代には、1974 FIFAワールドカップの会場候補に挙がり、これを機にスタジアムの建て替えを計画したものの予算の都合上断念し、代役としてヴェストファーレンシュタディオンが建設された。しかし、1988年にはUEFA欧州選手権1988で2試合がこのスタジアムで開催された。
その後20年弱もの間建て替え工事は検討の域を出なかったものの、2006 FIFAワールドカップ開催に合わせて建て替え工事が発表された。2001年に旧スタジアムは閉場され、同年12月から新スタジアム建設工事がスタートした。新スタジアムの設計を担当したのはスタジアム設計において多くの設計実績を持つ国内建築設計事務所のゲルカン・マルク・アンド・パートナー。なお、新スタジアム建設と同時に地元ケルンのエネルギー関連事業を手掛けるシュタットヴェルケ・ケルン社が命名権を取得し、ラインエネルギーシュタディオン (Rheinenergiestadion)と命名された。
およそ30ヶ月の期間と総工費1億1700万ユーロを投じた建て替え工事は2004年1月31日に竣工した。新スタジアムの管理と運用を行うのはKölner Sportstätten GmbH。満を持して迎えた2006 FIFAワールドカップでは合計5試合が行われ、いずれも満員であった。
2019-20シーズンのUEFAヨーロッパリーグでは、セビージャFC対インテル・ミラノの決勝戦がこのスタジアムで開催され、セビージャFCが3-2で勝利した。

## 開催された主な大会
- UEFA欧州選手権1988

| 日付          | チーム#1 | 結果 | チーム#2     | ラウンド  |
| ------------- | -------- | ---- | ------------ | --------- |
| 1988年6月12日 | オランダ | 0-1  | ソビエト連邦 | グループ2 |
| 1988年6月17日 | イタリア | 2-0  | デンマーク   | グループ1 |

- FIFAコンフェデレーションズカップ2005

| 日付          | チーム#1     | 結果 | チーム#2   | ラウンド  |
| ------------- | ------------ | ---- | ---------- | --------- |
| 2005年6月15日 | アルゼンチン | 2-1  | チュニジア | グループA |
| 2005年6月18日 | チュニジア   | 0-3  | ドイツ     | グループA |
| 2005年6月22日 | 日本         | 2-2  | ブラジル   | グループB |

- 2006 FIFAワールドカップ

| 日付          | チーム#1     | 結果         | チーム#2     | ラウンド   |
| ------------- | ------------ | ------------ | ------------ | ---------- |
| 2006年6月11日 | アンゴラ     | 0-1          | ポルトガル   | グループD  |
| 2006年6月17日 | チェコ       | 0-2          | ガーナ       | グループE  |
| 2006年6月20日 | スウェーデン | 2-2          | イングランド | グループB  |
| 2006年6月23日 | トーゴ       | 0-2          | フランス     | グループG  |
| 2006年6月26日 | スイス       | 0-0 (0-3 p.) | ウクライナ   | ラウンド16 |

## ギャラリー

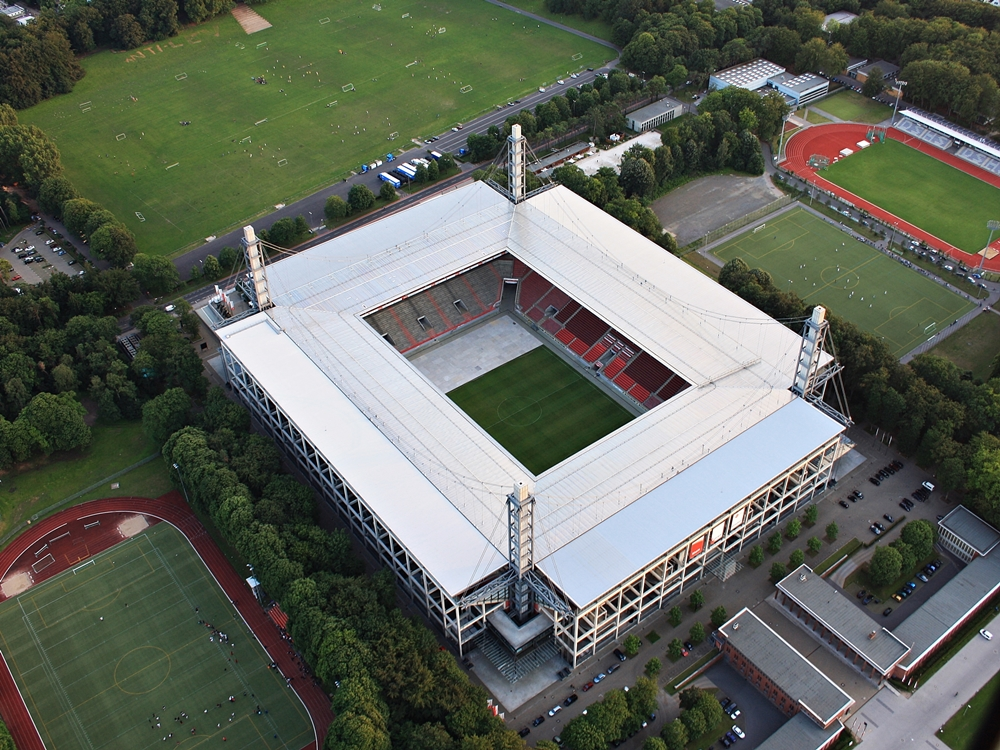
2013年の空撮
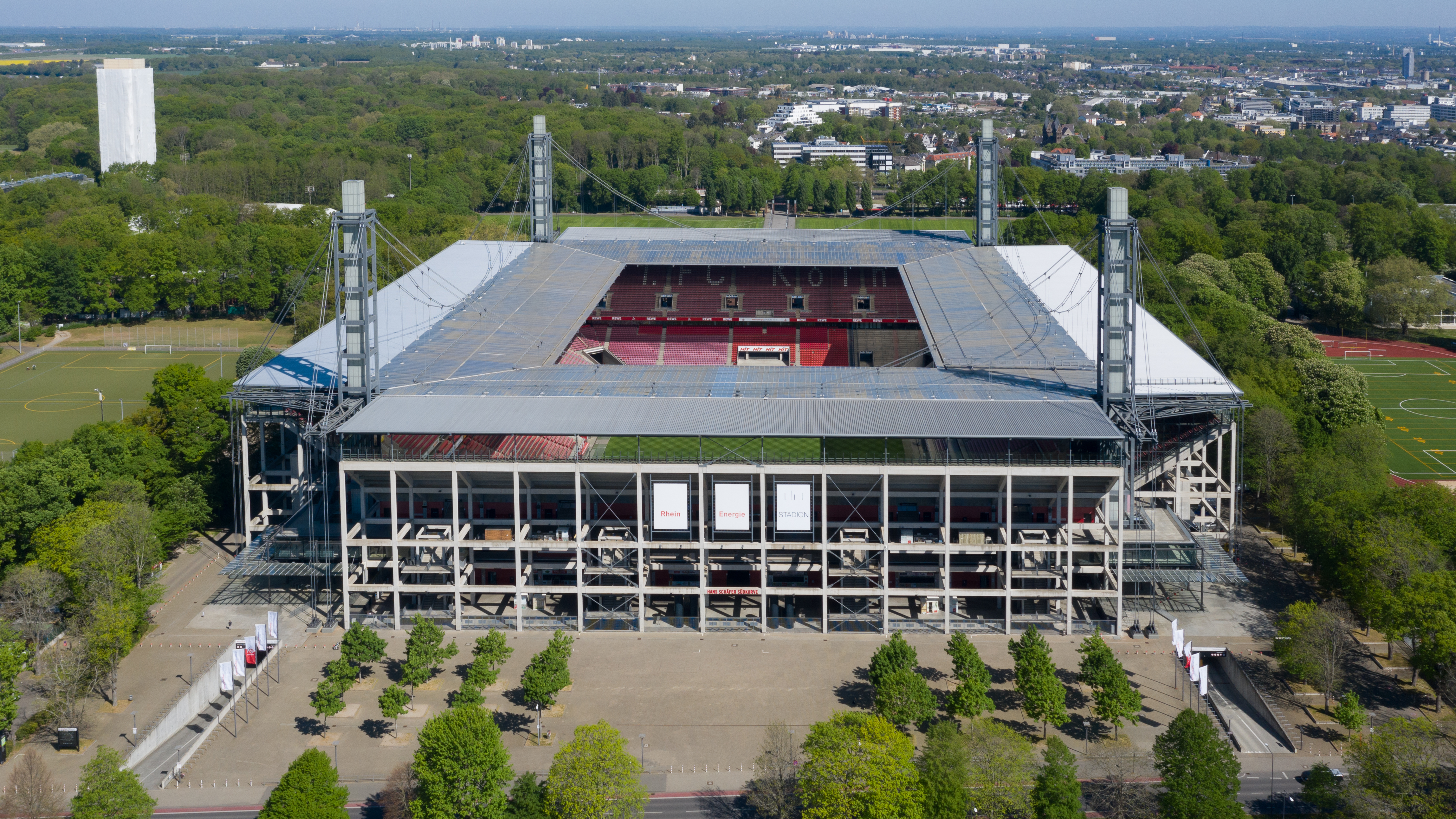
2020年の外観
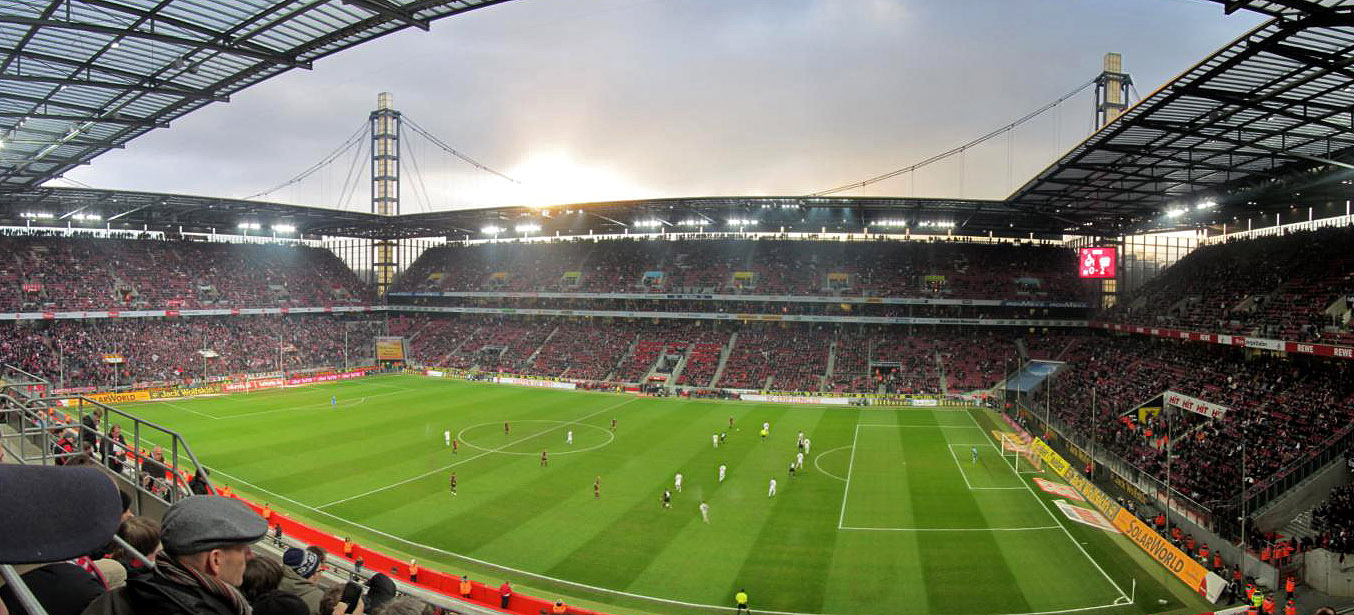
2012年の内観
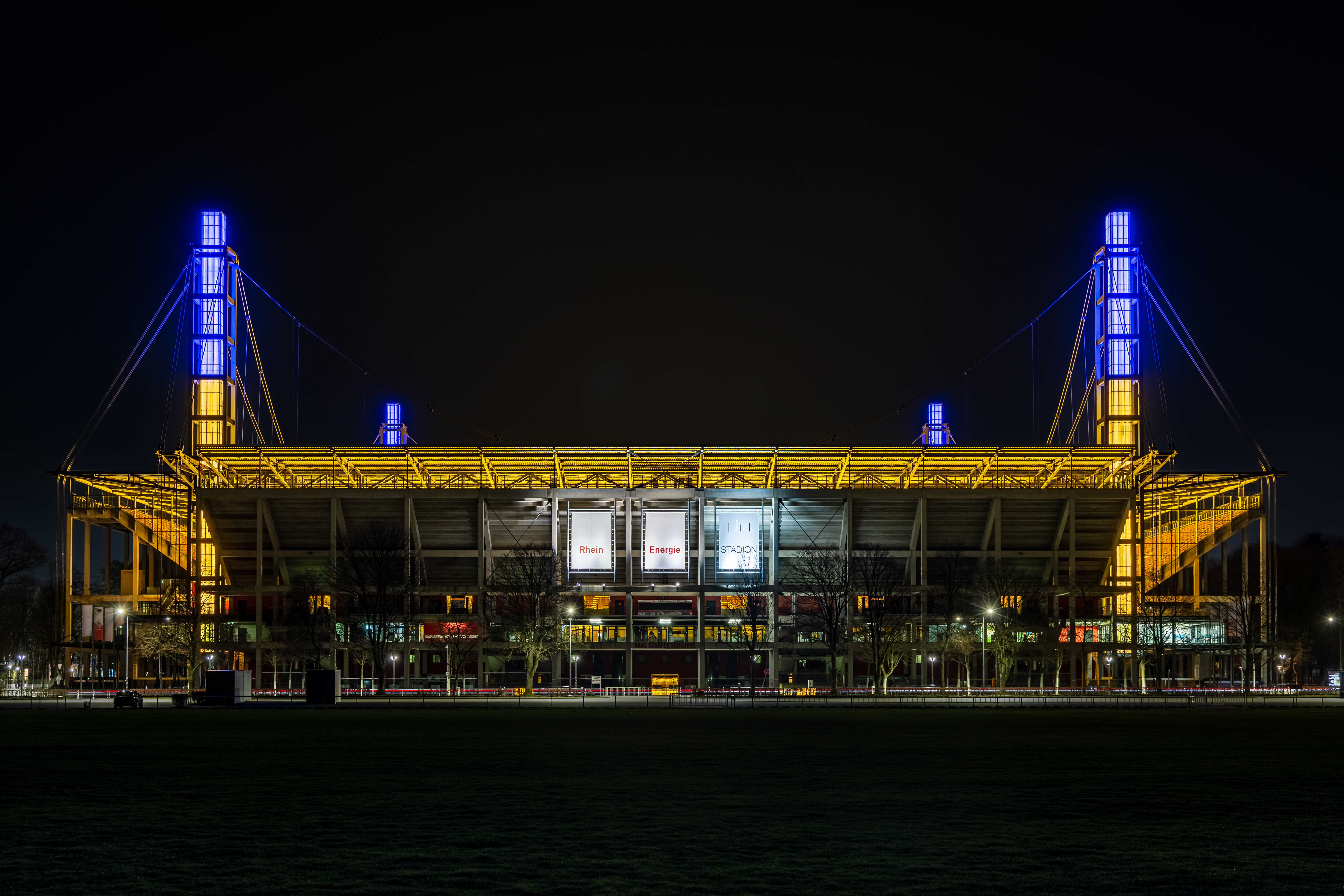
夜の外観 (2022年)
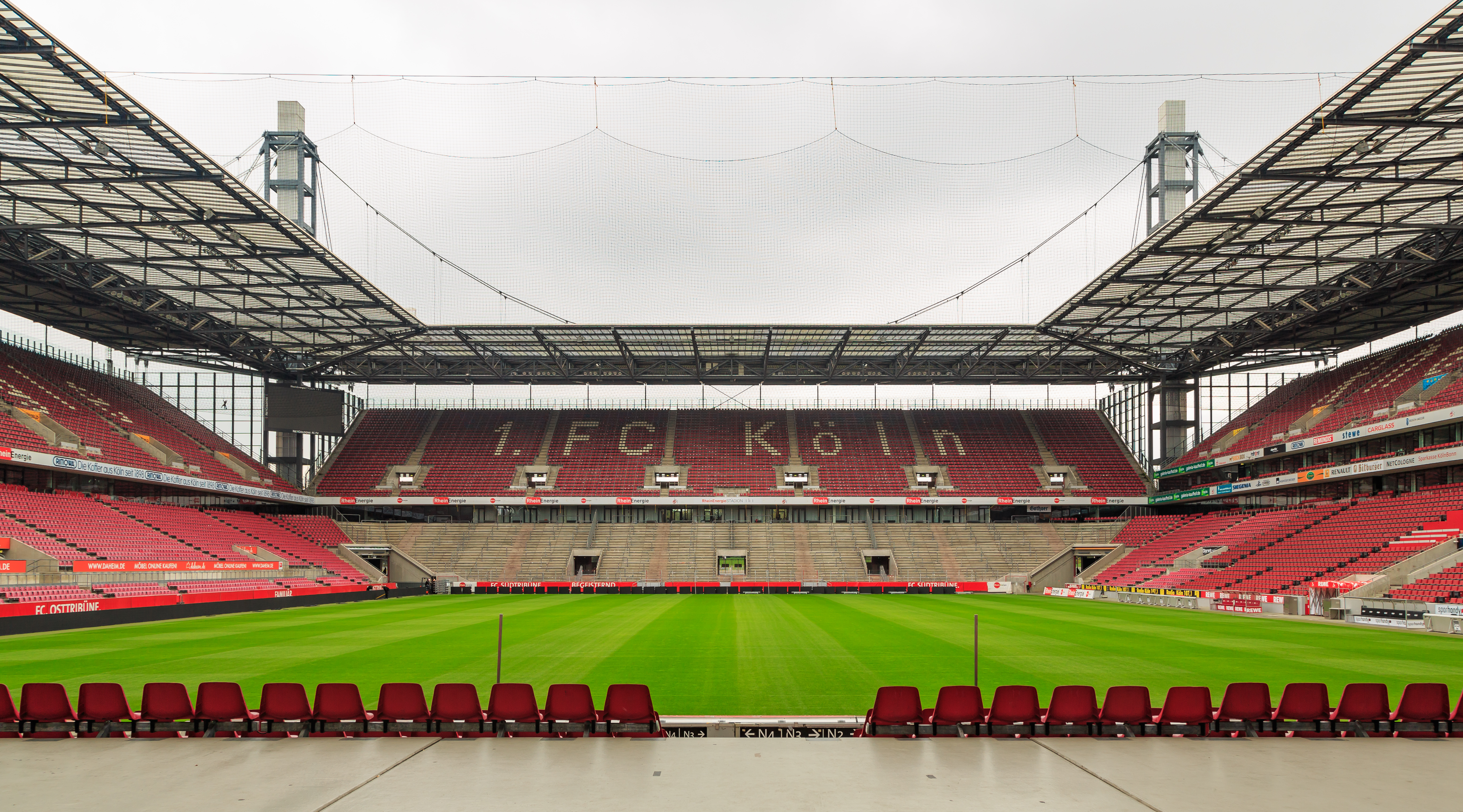
北スタンドからの眺め (2015年)
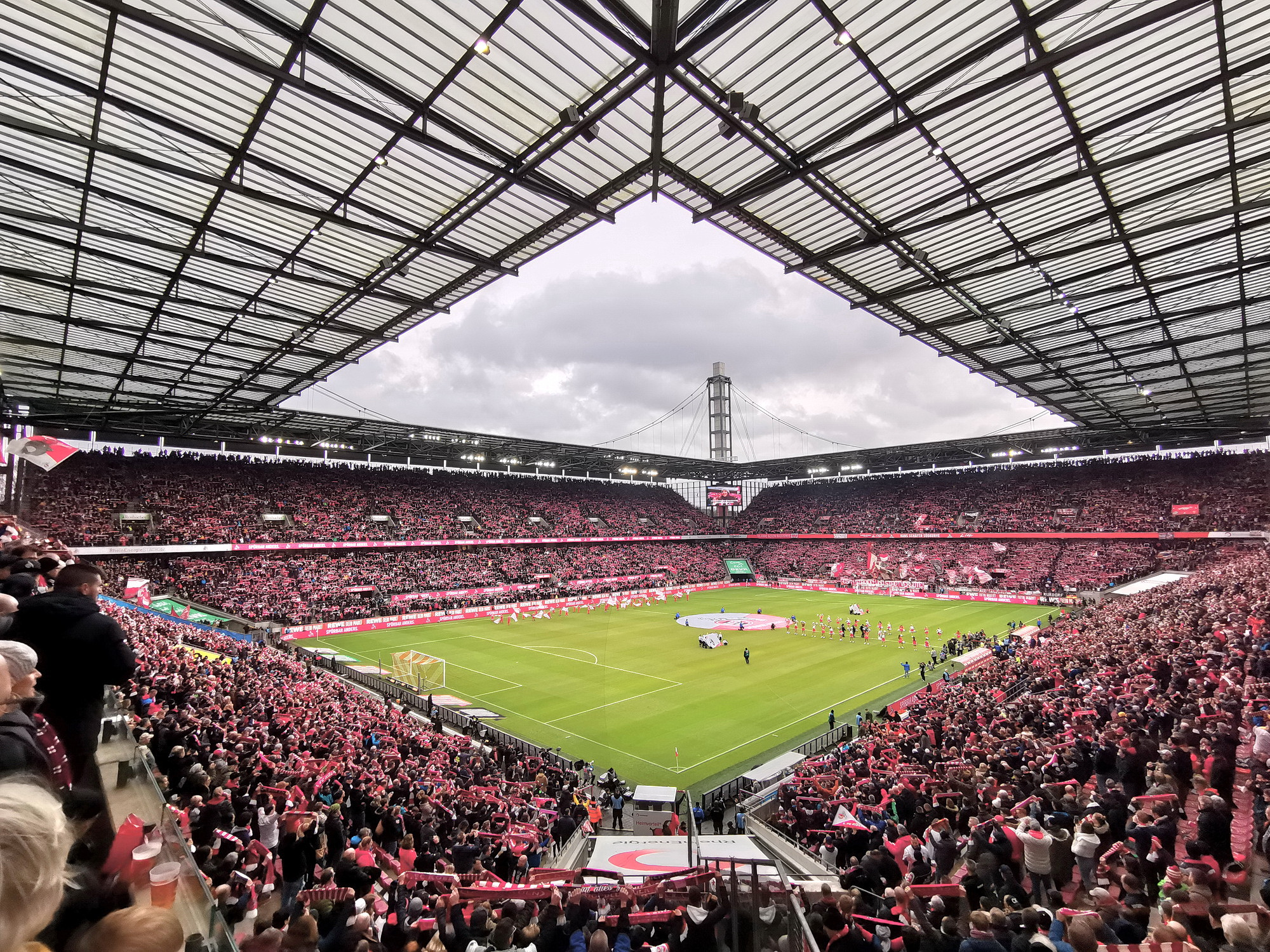
北東のコーナーからの眺め (2020年)